# 弄臣

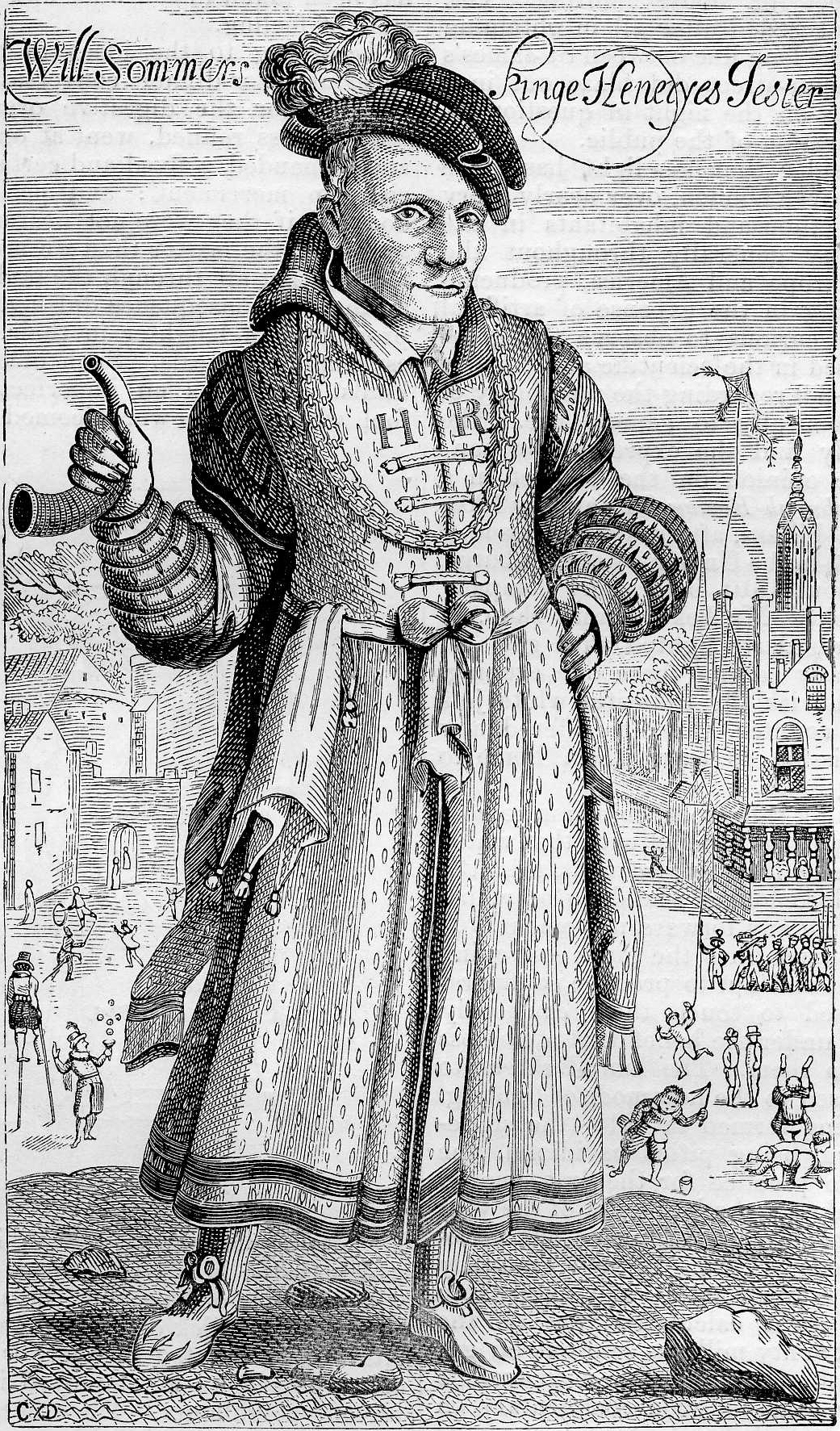
薩默斯的肖像

弄臣（英語：jester）、宫廷弄臣（court jester）或傻瓜（fool），是中世纪和文艺复兴时期，贵族家庭的成员或君主受雇来供客人娱乐的小丑。他們有些是專門表演的人员，有些則是本身有其他職務，身份可以是宮中僕役，也可以是文臣武將。其中專門表演滑稽戲的弄臣稱為俳優，常由侏儒擔任。

## 身份地位
弄臣沒有特定的身份地位限制，只要是風趣詼諧，能以幽默機智取得君主歡心的都是弄臣。他們有些是目不識丁的下層人民或身份低下的優伶，也有些是宮廷僕役如宦官、侍從等，還有些是學識豐富的文士，甚至是地位顯貴的高官、大臣。例如中國的弄臣就有像春秋時代的優孟和優旃那樣地位卑賤的優伶，也有如漢代的東方朔那樣學富五車且身居高位的大臣。

## 與君主的關係
國王與弄臣的關係有時親密得令人難以置信，亨利八世與他的弄臣薩默斯是有名的例子，據說薩默斯跟國王親密得可以直呼其名，管他叫「哈里」（Harry）、「大叔」（Uncle）。在《一千零一夜·駝背人的故事》中，那個中國皇帝少見他的弄人「一霎眼的時間」也是不能的。

## 政治上的功能
弄臣往往是宮廷中唯一享有言論自由的人，文學、傳說中他們常被塑造成「談言微中，亦可以解紛」的諷諫者，例如莎劇裡的一眾弄人，以及史記裡記述的優孟和優旃，他們常利用了滑稽的諷刺功能向君王諫言，此類人在中國古代多稱之「俳優」。
歐陽修《新五代史·伶官傳》記載，後唐甚至有夠膽打皇帝耳光的弄臣：

莊宗嘗與群優戲於庭，四顧而呼曰：「李天下，李天下何在？」新磨遽前以手批其頰。莊宗失色，左右皆恐，群伶亦大驚駭，共持新磨詰曰：「汝奈何批天子頰？」新磨對曰：「李天下者，一人而已，復誰呼邪！」於是左右皆笑，莊宗大喜，賜與新磨甚厚。

## 脚注
1. ↑  要注意的是：宮廷裡的侏儒不一定都是弄臣。古代的宮廷常抱著行善或搜奇的心態收養侏儒。在1951年諾貝爾文學獎得主佩尔·拉格奎斯特（Pär Lagerkvist）的名著《Dvärgen》中，主角的侏儒則是個邪惡的密探。
2. ↑  Beatrice K. Otto; Fools Are Everywhere: The Court Jester Around the World; Chicago University Press; 2001; p.53.
3. ↑  見《李爾王》（King Lear）第一幕第四場。《說文解字》：「優者，饒也。」巧妙道出「優」說錯話也會被「饒」的特權。
4. ↑  莊宗為自己起的藝名。